# Джанфранческо I Гонзага
Джанфранческо I Гонзага (итал. Gianfrancesco I Gonzaga; 1 июня 1395 — 23 сентября 1444) — 5-й народный капитан Мантуи из семейства Гонзага, первый маркиз Мантуи.
Когда в 1407 году умер отец, Франческо I Гонзага, Джанфранческо было всего 12 лет, поэтому первые годы он правил под патронажем дяди Карло Малатеста (а через него — Венецианской республики). В 1409 году он женился на Паоле Малатеста, дочери Малатесты IV Малатесты, сеньора Пезаро.
Джанфранческо продолжил кондотьерские традиции семьи. Он воевал за Папское государство, за Малатеста, с 1432 года стал капитано-генерале армии Венецианской республики. Военные успехи позволили ему обогатиться и расширить подвластные Мантуе территории, на короткое время присоединив к ним даже Азола и Лонато.
В 1433 году Джанфранко стал маркизом Мантуи. На этот титул претендовал ещё его отец, и даже получил его в 1403 году, однако на момент подписания акта король Германии Венцель был уже низложен, и потому документ не имел законной силы. Но на этот раз, ценой 12 тысяч флоринов, титул был получен официально и стал наследственным. В сентябре 1433 года император Сигизмунд прибыл в Мантую и на торжественной церемонии произвёл Джанфранко в маркграфы. Старший сын Джанфранко — Лодовико — после этого женился на Барбаре Бранденбургской, племяннице императора Сигизмунда.
Последующие годы, однако, были для Джанфранко не столь удачными. Сначала он стал свидетелем острого соперничества между сыновьями, а затем переориентация с Венеции на Милан привела к потере с таким трудом приобретённых территорий. Подписание мирного договора с Венецией в 1441 году стоило ещё 4 тысячи золотых дукатов.
Джанфранческо вошёл в историю как покровитель искусств. Именно при нём в Мантую был призван Витторино да Фельтре, Пизанелло работал над оформлением Герцогского дворца, в Мантуе была основана первая в Италии мануфактура по производству гобеленов, а сам город в итоге стал столицей итальянского ренессанса.

## Семья и дети
В 1409 году Джанфранческо женился на Паоле Малатеста, и у них было шестеро детей:
- Лудовико (1412—1478) по прозвищу «Турок», маркграф Мантуи с 1444 года
- Карло (ум.1450), который женился на Лючии д’Эсте
- Алессандро (ум.1466), который женился на Агнезе ди Монтефельтро
- Маргарита (ум.1439), которая вышла замуж за Леонелло д’Эсте, маркграфа Феррары
- Джанлючидо (1421—1448)
- Чечилия (ок.1425—1451), монахиня монастыря Санта Кьяре в Мантуе